# Villa Alberoni Paganini
La Villa Alberoni Paganini, également connue sous le nom de Villa Paganini, est un parc public de Rome en Italie.

## Situation et accès
Il est situé sur le côté gauche de la Via Nomentana (dans le Quartier de Trieste), en face de la Villa Torlonia (dans le Quartier Nomentano).

## Origine du nom
Elle porte les noms de ses deux principaux propriétaires, le cardinal Giulio Alberoni (1664-1752) et du sénateur Roberto Paganini (it) (1849-1912).

## Historique
En 1585, le cardinal Mariano Pierbenedetti achète le domaine, auparavant utilisé comme vignoble, pour le transformer en une résidence de prestige. En 1722, la villa est achetée par le puissant cardinal Giulio Alberoni qui  y entreprend d'importants travaux. C'est à partir de ce moment que la villa prend le nom d'Alberoni..
Au cours du XIXe siècle, la propriété est fragmentée entre différents propriétaires fonciers, qui la transforment selon le goût de l'époque ; en outre, lors de la grande transformation urbaine qui suit la Prise de Rome, le parc est considérablement réduit, des portions étant destinées à de nouveaux bâtiments, puis en 1890 il devient la propriété du sénateur Roberto Paganini (it) . Son nom s'ajoute à celui d'Alberoni, donnant naissance à l'appellation actuelle.
Dans les années 1930, le gouvernorat de Rome achète la zone pour transformer le casino nobile en bâtiment scolaire et le parc en jardin public, conçu par Raffaele De Vico, architecte du service des jardins. L'inauguration a lieu le 21 avril 1934.
Le parc rouvre public en 2004, après restauration.

## Description
Le parc a été restauré dans le but de lui redonner l'aspect qu'il avait pris à la fin du XIXe siècle d'un jardin romantique, avec une grotte-nymphée et un lac avec petite île et pont.
Les rares témoignages subsistant de la villa originelle sont deux fontaines et le portail du cardinal Alberoni.
Le long de la façade donnant sur la Via Nomentana, en 1938, un monument équestre a été placé en mémoire des morts de la Grande Guerre des quartiers de Salario et de Nomentano, œuvre d'Arnaldo Zocchi.

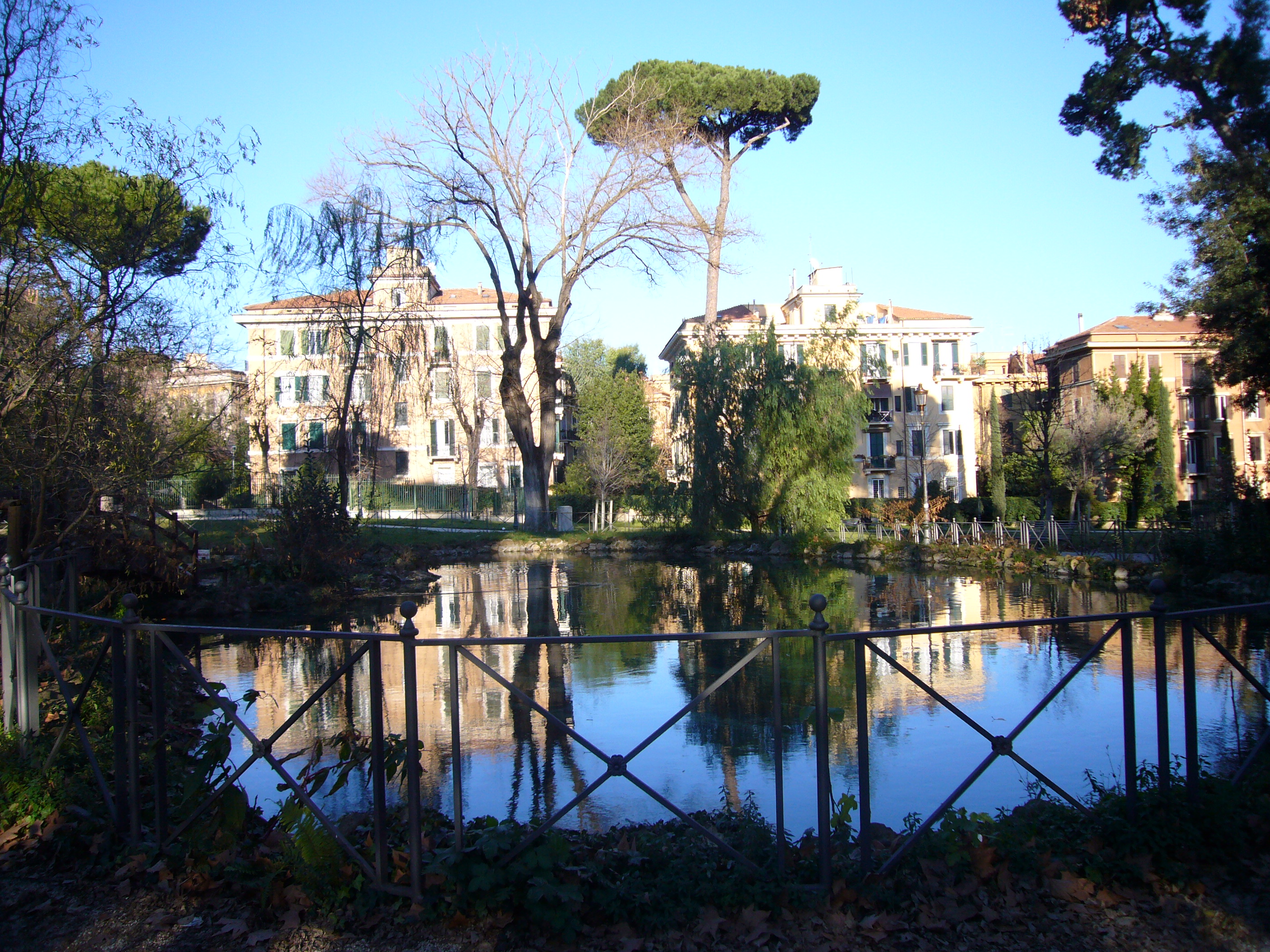
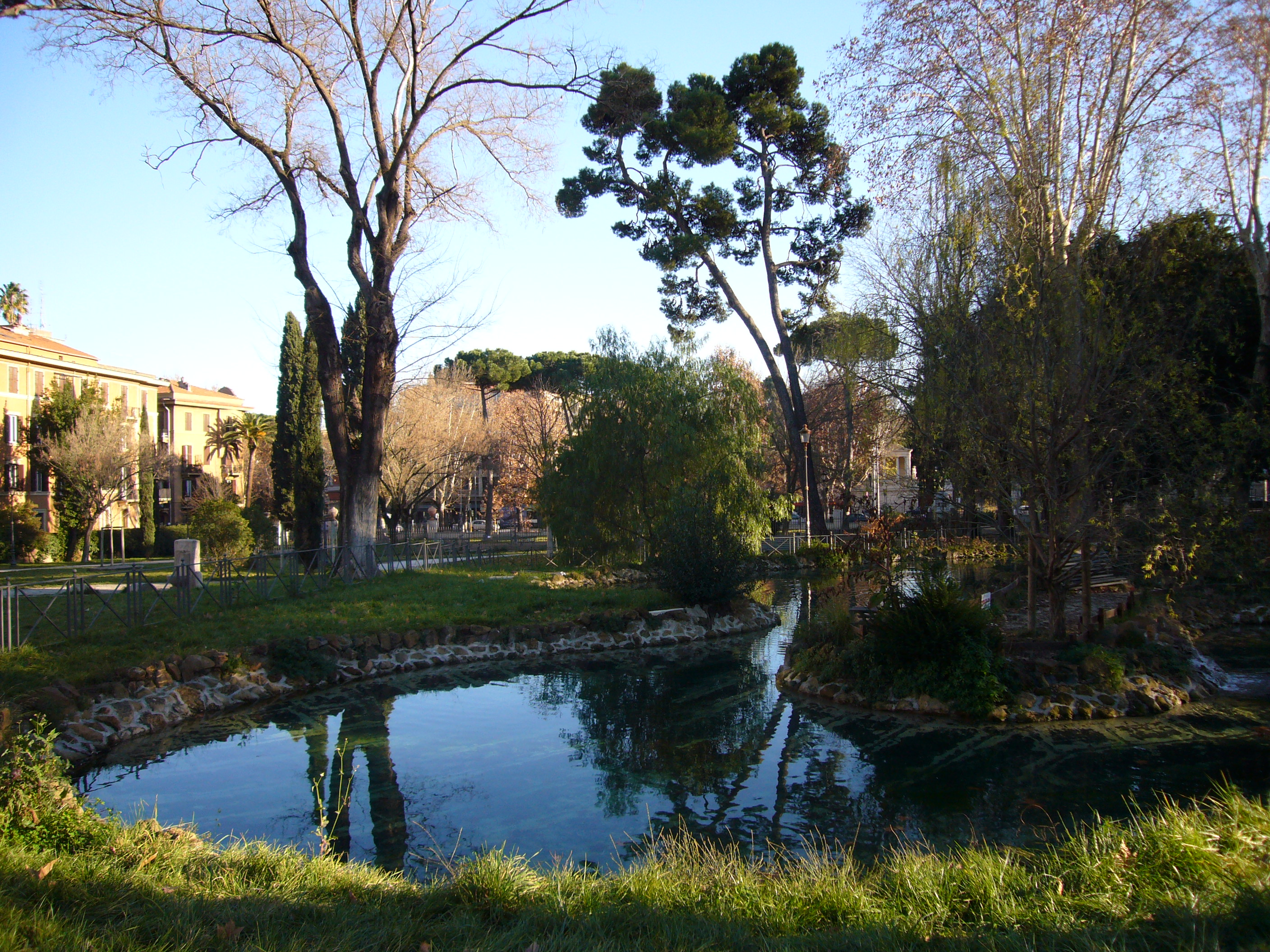